# Oroperla barbara
Oroperla barbara är en bäcksländeart som beskrevs av James George Needham 1933. Oroperla barbara ingår i släktet Oroperla och familjen rovbäcksländor. Inga underarter finns listade i Catalogue of Life.